# شارع لومبارد (سان فرانسيسكو)

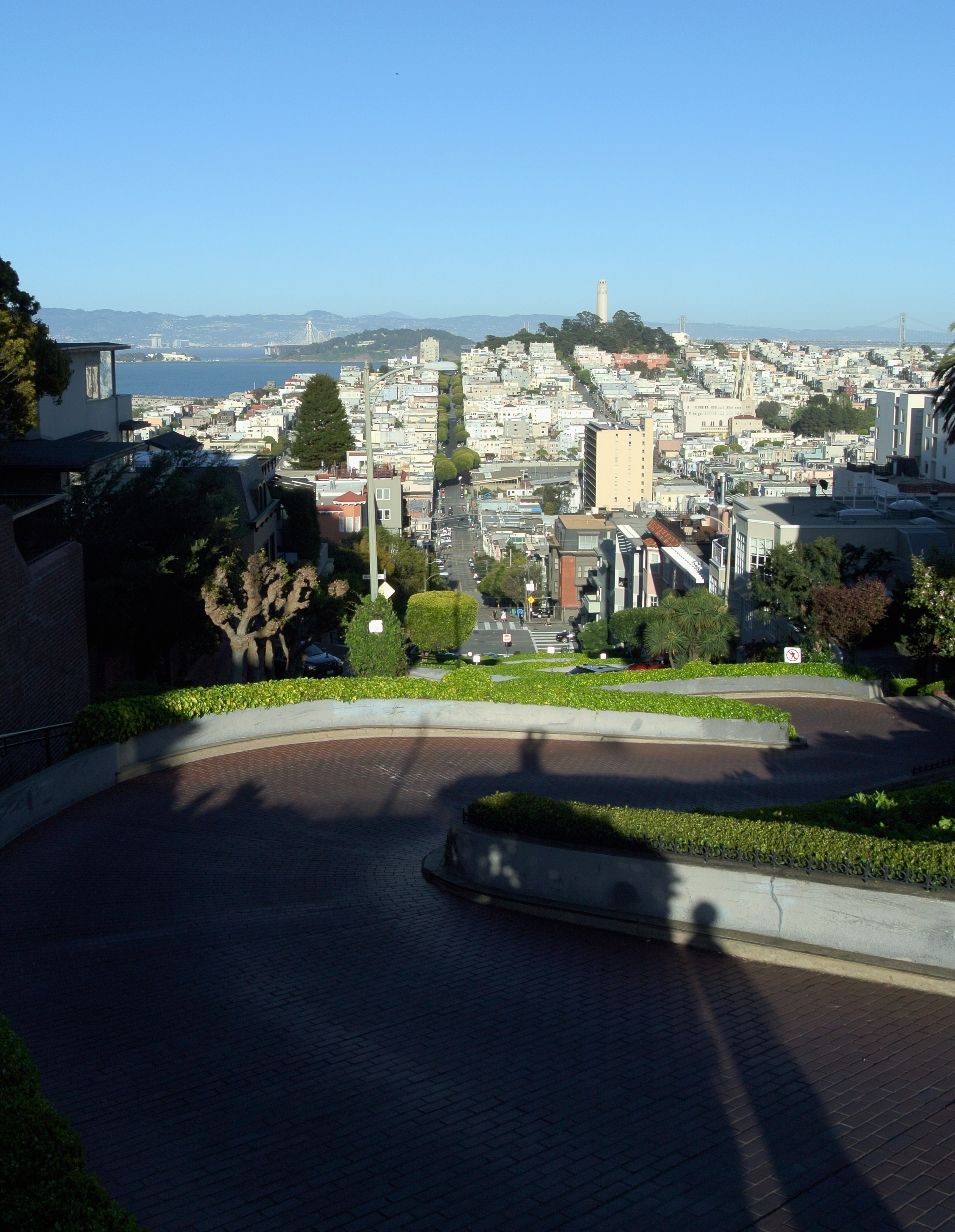
شارع لومبارد بمنحنياته ، وتظهر في الخلفية برج كوات و "تلغراف هيل"

شارع لومبارد (بالإنجليزية: Lombard Street) في سان فرانسيسكو في ولاية كاليفورنيا هو شارع جميل نازل من هضبة إلى أسفل في العديد من المنحنيات المزينة بالأشجار والأزهار، من المعالم السياحية الشهيرة في تلك المدينة. يقع جزء منه على الطريق السريع 101 ويؤدي إلى الكوبري الشهير بسان فرانسيسكو جسر البوابة الذهبية(غولدن غيت بريدج). يشتهر شارع لومبارد بأنه أكثر شوارع العالم تعرجا، وجمالا.
يوصل شارع لومبار بين «برسيديو» إلى «تلغراف هيل» عبر سان فرانسيسكو، بالولايات المتحدة الأمريكية. وأهم جزء من هذا الطريق يقع في «رشان هيل» (الهضبة الروسية) ويصل عبر مجمع مباني واحد في «هايد ستريت» إلى «ليفنورث ستريت.»
وكان في تلك المنطقة من الشارع النازل منخفض من هضبة مائلا بزاوية 27 درجة، كانت تشكل للمشاة وللسيارات صعوبات كبيرة في الصعود والنزول. لهذا قامت بلدية سان فرانسيسكو ببناء شارع متعرج زجزاجي إلى أسفل على حافة الهضبة. وعلى الرغم من وقوع «شارع فيلبرت» بالقرب منه، وهو يزداد ميلا عن شارع لومبار - حيث يصل ميله 31 درجة- إلا أن بلدية المدينة لم تقم بتعديله، وظهر هذا الشارع في أحد أفلام هوليوود ويعرف بفيلم «باليت» Bullitt ، حيث صور الفيلم معارك ساخنة للسيارات عليه.

## معرض صور

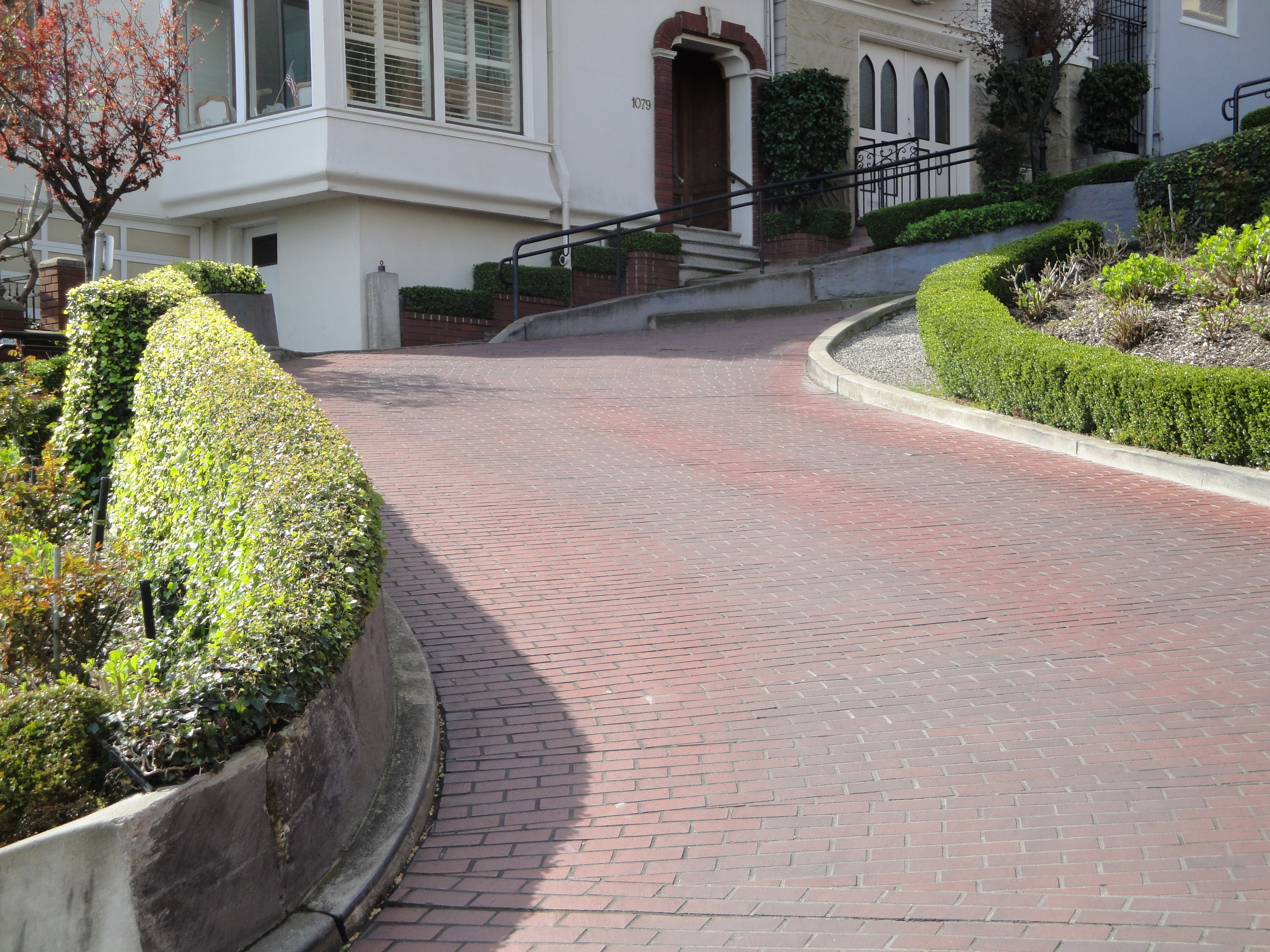
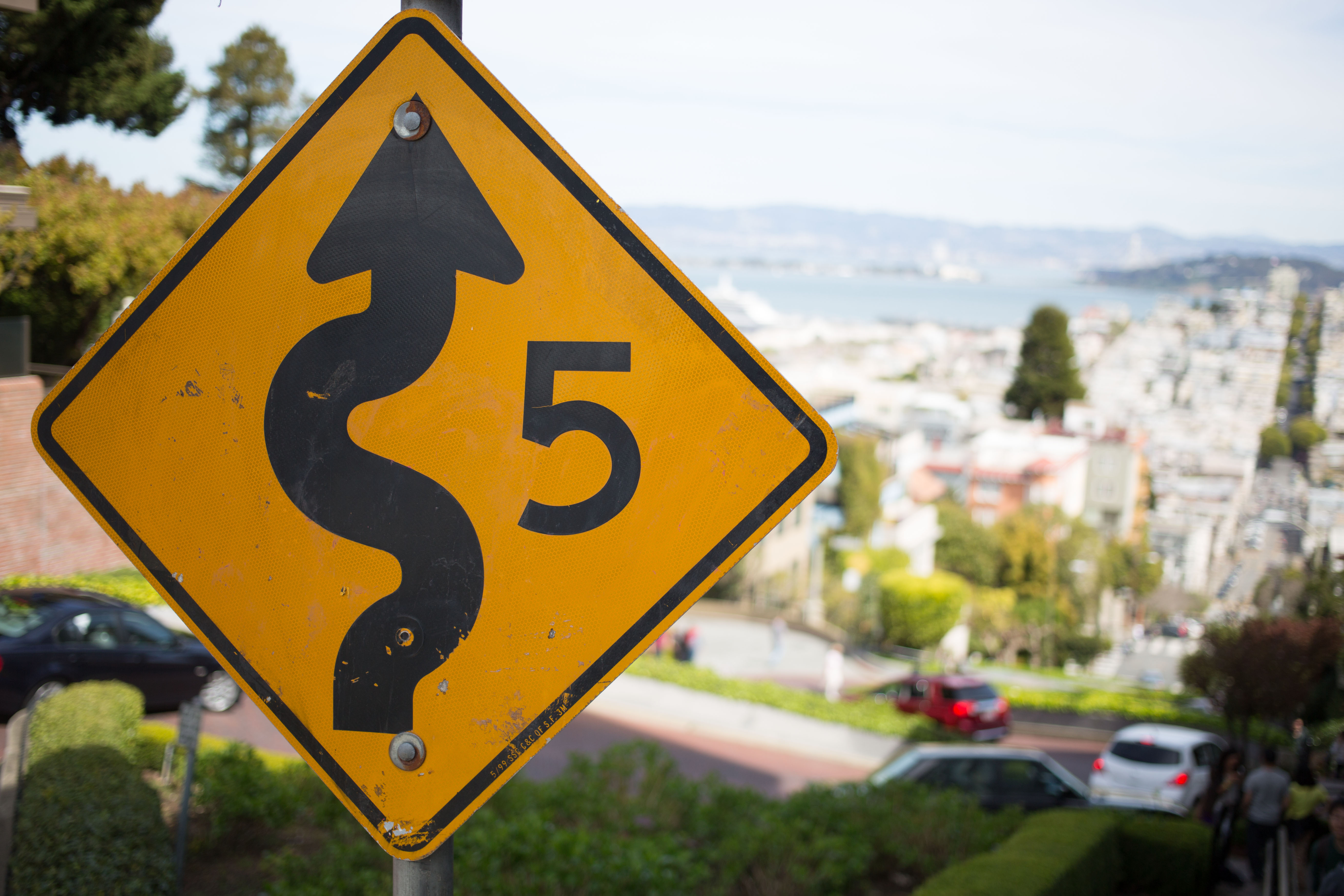
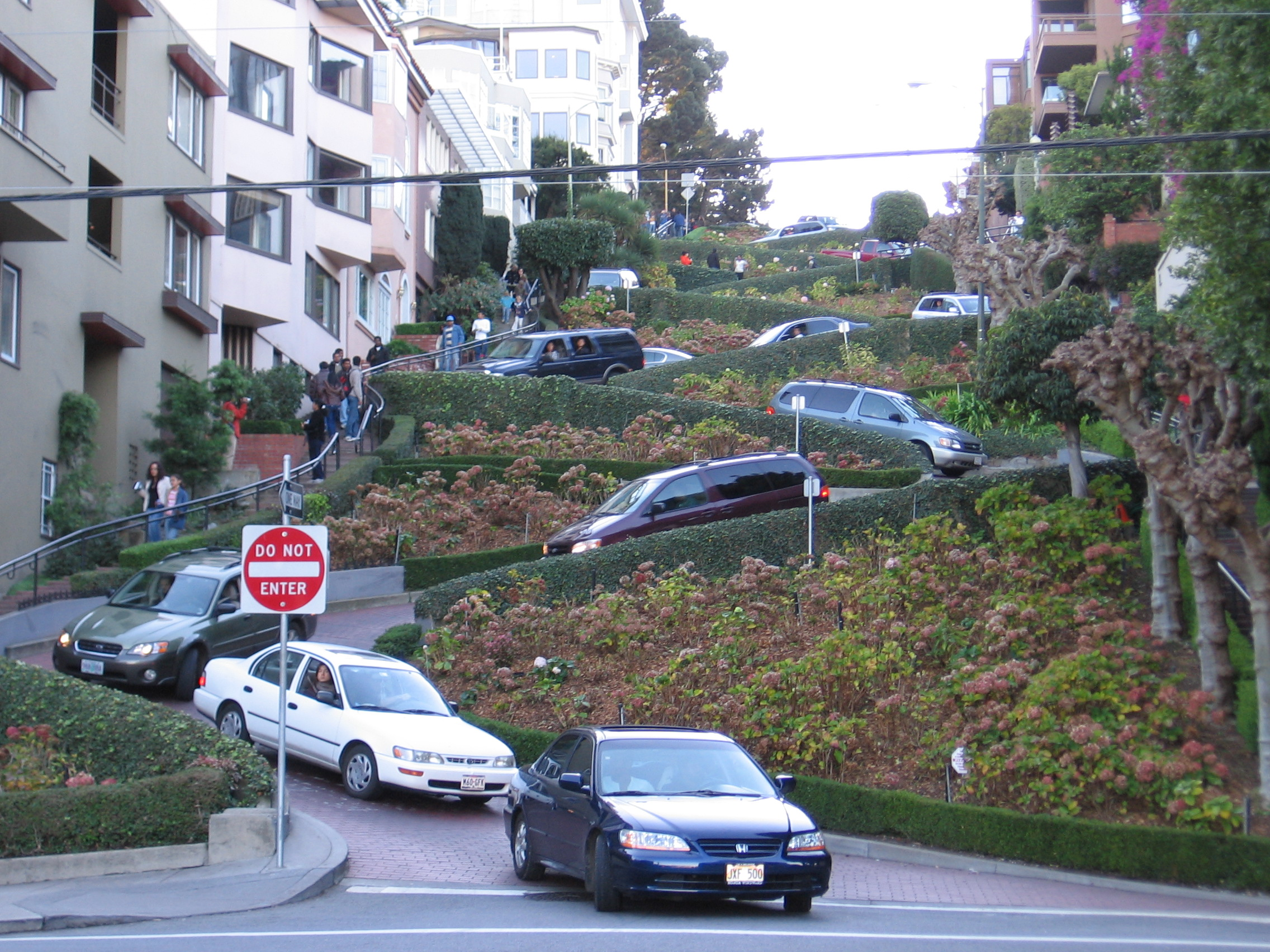
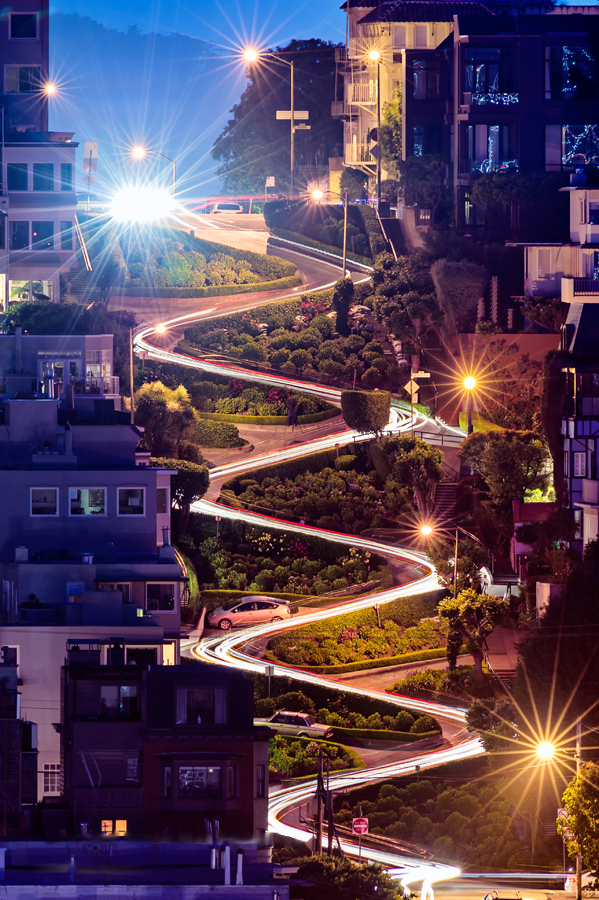

## اقرأ أيضا
- سان فرانسيسكو
- كاليفورنيا